# Heliophobius argenteocinereus
Heliophobius argenteocinereus és una espècie de mamífer rosegador de la família de les rates talp (Bathyergidae). Viu a Kenya, Malawi, Moçambic, la República Democràtica del Congo, Tanzània i Zàmbia. Es tracta d'un animal solitari de vida subterrània. Els seus hàbitats naturals són els boscos de sabana i la sabana oberta, on viu a altituds de fins a 2.200 m. És una espècie en risc mínim, és a dir, no sembla que hi hagi cap amenaça significativa per a la seva supervivència.